# Cotinusa bryantae
Cotinusa bryantae là một loài nhện trong họ Salticidae.
Loài này thuộc chi Cotinusa. Cotinusa bryantae được Arthur Merton Chickering miêu tả năm 1946.